# Mimetus madecassus
Espèce
Mimetus madecassus est une espèce d'araignées aranéomorphes de la famille des Mimetidae.

## Distribution
Cette espèce est endémique de Madagascar.

## Description
Le mâle holotype mesure 3,6 mm.

## Systématique et taxinomie
Cette espèce a été décrite par Emerit en 1980.

## Étymologie
Son nom d'espèce lui a été donné en référence au lieu de sa découverte, Madagascar.

## Publication originale
- Emerit, 1980 : « Une lacune de moins dans la faune malgache: La famille des Mimetidae (Araneae). » 5ème Colloque d'Arachnologie d'Expression Française, Barcelona, p. 55-63.